# Конфитюр
Конфитюр или сладко (на френски: confiture) е сладкарско изделие, приготвено най-общо чрез варенето и сгъстяването на смес от плодове и захар. Консумира се самостоятелно или в комбинация с други храни и закуски. Използва се за гарниране и пълнеж на множество други сладкарски изделия.